# Hutan (socken i Kina, Shandong)
Hutan (kinesiska: 虎滩乡, 虎滩) är en socken i Kina. Den ligger i provinsen Shandong, i den östra delen av landet, omkring 170 kilometer nordost om provinshuvudstaden Jinan.
Genomsnittlig årsnederbörd är 656 millimeter. Den regnigaste månaden är juli, med i genomsnitt 268 mm nederbörd, och den torraste är mars, med 5 mm nederbörd.